# Noemy Yamaguishi-Tomita
Noemy Yamaguishi-Tomita (1935 - São Paulo, 16 de septiembre de 2015) fue una ficóloga, botánica, curadora, y profesora nipo-brasileña.
En 1956, obtuvo una licenciatura en Historia natural, por la Universidad Estatal de Campinas, la maestría en Biología Vegetal por la misma casa de altos estudios, en 1971; y, el doctorado por la Universidad de São Paulo, en 1974.
Fue investigadora de la Sección Ficología, del Instituto de Botánica de la Universidad Estatal Paulista.
En 1986, fue cofundadora del Consejo Regional Federal de Biología, y su primera vicepresidenta, y a posteriori su presidenta.

## Algunas publicaciones
- s.m.p.b. Guimarães, m. Cordeiro-Marino, n. Yamaguishi-Tomita. 1981. Deep water Phaeophyceae and their epiphytes from northeastern and southeastern Brazil. Brazilian J. of Botany 4: 95-11
- Marilza Cordeiro-Marino, noemy Yamaguishi-Tomita, Hiroshi Yabu. 1974. Nuclear Divisions in the Tetrasporangia of Acanthophora spicifera (Vahl) Borgesen and Laurencia papillosa (Forssk.) Grev. Bull. of the Fac. of Fisheries Hokkaido Univ. 25 (2): 79-81
- h. Yabu, m. Cordeiro-Marino, n. Yamaguishi-Tomita. 1974. Mitosis in two Brazilian species of Porphyra. Rickia 6: 21-25
- noemy Yamaguishi-Tomita. 1970. Bolbocoleon jolyi, a new species of Chaetophoraceae (Chlorophyceae) from Redonda Island, Abrolhos, eastern Brazil. Phycologia 9 ( 2): 125-132
- aylthon b. Joly, noemy Yamaguishi-Tomita. 1967. Dawsoniella bostrychiae: a new parasite of mangrove algae. Sellowia 19: 63-70
- ----------------------, m. Cordeiro-Marino, n. Yamaguishi-Tomita. 1965. New marine algae from southern Brazil. Rickia (Serie Cryptogamica) 2: 159-181
- ----------------------, ------------------------------, -----------------------------, y. Ugadim, e. de Oliveira Filho, m.m. Ferreira. 1965. Additions to the marine flora of Brazil. V. Arq. Est. Biol. Mar. Univ. Ceará, 5: 65-78

### Capítulos de libros
- 1992. "Algae as biological indicatorsof water pollution". En: a. Cordeiro- Marino, m.t. Azevedo, c.l. Sant Anna, n. Yamaguishi-Tomita, e.m. Plastino (eds.) Algae and environment: a general approach: 34-52
- m. Coroeiro-Marino, n. Yamaguishi-Tomita, s.m.p.b. Guimaráes. 1984. Algas. 1.3. Algas marinhas bentónicas. Irr. Fidalgo, 0. & V.LR. Bononi (ds.) Técnicas de coleta, preservaçao e herborizagao de material botanico. Instituto de Botânica

## Membresías
- de la Sociedad Brasileña de Ficología, y vicepresidenta[6]
- de la Sociedad Internacional de Ficología[7]
- de la Sociedad Botánica del Brasil[8]